# Theoris z Lemnu
Theoris z Lemnu († před rokem 323 př. n. l.) byla starořecká žena z Lemnu, která žila v Athénách ve 4. století př. n. l., která pracovala jako čarodějka, kouzelnice či léčitelka. Někdy před rokem 323 př. n. l. byla spolu se svými dětmi souzena a popravena, ale přesná povaha jejího obvinění není jasná. O jejím stíhání se dochovaly tři starověké zprávy, které představují nejpodrobnější popis čarodějnického procesu, který se z klasického Řecka dochoval.

## Prameny
Proces s Theoridou z Lemnosu je nejznámějším z několika klasických athénských procesů s ženami, které praktikovaly magii; je také nejlépe doložený, neboť se objevuje ve třech antických pramenech. Nejstarším a nejpodrobnějším pramenem je řeč Proti Aristogeitonovi, připisovaná tradičně Démostenovi, která byla adresována porotcům v procesu s athénským řečníkem Aristogeitónem. Řeč zmiňuje Theoris kvůli jejímu spojení s Eunomem, Aristogeitonovým bratrem. Řečník se snaží porotu přesvědčit, že Eunomovo svědectví by mělo být ignorováno, částečně kvůli jeho vlastní pochybné minulosti a jeho zapojení do aféry, která podle řečníka způsobila, že Theoris byla odsouzena a popravena.
Stručný popis Theorisina procesu uvedený v Démosthenově řeči zřejmě předpokládal, že porota byla s procesem obeznámena, což naznačuje, že tento případ byl dobře známý. Dochovaly se také dvě pozdější verze příběhu, obě vycházející z verze uvedené v řeči Proti Aristogeitonovi. Jedna pochází od helénistického atthidografa Filochora, kterého cituje Harpokratión ve 2. století n. l.,, druhá je z Plútarchova životopisu Démosthena, který rovněž pochází z 2. století n. l. Plútarchovo líčení případu zřejmě směšuje příběh Theoridy s příběhem jiné ženy, o níž se zmiňují Démosthenovy řeči, Ninos, která byla popravena v roce 350 nebo 340 př. n. l. - zřejmě za provádění obřadů, které zesměšňovaly dionýská mystéria.

## Život
Theoris pocházela z ostrova Lemnos, ale žila v Athénách. Lemnos byl od roku 390 př. n. l. pod kontrolou Athén, a Theoris tak mohla být athénskou občankou; případně mohla být jednou z "vyvlastněných" Lemňanů, kteří nepocházeli z athénských osad na ostrově. Měla děti, ale o jejím manželovi není v pramenech žádná zmínka. Své děti mohla zplodit s Eunomem, Aristogeitonovým bratrem, i když Démosthenův text v tomto ohledu není jasný. Do její domácnosti patřila také služebná, což naznačuje, že měla určitý majetek, která podle Démosthena Theoris udala.
Theoris byla zřejmě uživatelkou magie. Démosthenés ji popisuje jako farmakis, což je doslova dodavatelka léků a lektvarů, ale v kontextu díla to znamená čarodějka nebo kouzelnice, a Filochór ji nazývá mantis neboli věštkyní. Tyto dva popisy nejsou nutně neslučitelné: ačkoli termíny farmakis a mantis mají oba specifický význam, uživatelé magie se ve starověkém Řecku nemuseli nutně omezovat na jeden typ činnosti a tatáž osoba mohla jak věštit, tak dodávat farmaka. Podle Démosthena Eunomus, který získal Theoridiny lektvary a zaklínadla po její smrti, tvrdil, že umí léčit epilepsii, a Theoris možná také tvrdila, že její farmaka mají léčivé účinky. Plútarchos popisuje Theoris slovem hiereia, tedy jako kněžku - ačkoli, což je pro Plútarcha neobvyklé, neurčuje božstvo, kterému sloužila, ale možná ji zaměňuje s Ninou.
Někdy před rokem 323 byla Theoris v Athénách postavena před soud, odsouzena a spolu se svými dětmi popravena. Plútarchos tvrdí, že obžalobu vznesl Démosthenés, není jisté, z jakého zločinu byla Theoris přesně obviněna, protože dochované antické prameny se rozcházejí. Podle Démosthena to bylo za zaříkávání a užívání jedů; Filokór uvádí, že byla obviněna z asebeie „bezbožnosti“; a Plútarchos říká, že byla odsouzena za to, že "páchala mnoho špatností a učila otroky jak klamat".

## Povaha zločinu
Většina pozornosti badatelů věnované případu Theoris se soustředí na určení přesného obvinění, které proti ní bylo vzneseno, což je komplikováno stručností a rozpory mezi třemi antickými prameny, které o ní pojednávají[.
V klasických Athénách nebylo užívání magie samo o sobě trestné, ačkoli užívání lektvarů nebo jedů k zabití trestné bylo. Derek Collins se domnívá, že Theoris byla pravděpodobně obviněna z tohoto trestného činu, tedy úmyslného travičství. V takovém případě by byla souzena před Areopágem, soudem který se zabýval vraždami, ublíženími na zdraví a žhářstvím, případně mohla být obviněna z plánování vraždy a souzena před Palladiónem. Protože Theorisina rodina byla popravena spolu s ní, Collins tvrdí, že první varianta je pravděpodobnějš.
Podle Filochóra byla Theoris stíhána za asebeii „bezbožnost“. V klasických Athénách se zákon proti asebeii potenciálně vztahoval na velmi širokou škálu možných činů, přičemž zákon pravděpodobně nedefinoval, co je bezbožnost, a bylo na žalobci, aby prokázal, že se na jednání obviněného zákon vztahuje. Michael Rinella tvrdí, že čarodějnictví mohlo být stíháno podle zákona proti bezbožnosti. Collins však tvrdí, že tomu tak nebylo, protože kromě Theoris neexistují žádné důkazy o stíhání čarodějnic v klasických Athénách.
Matthew Dickie tvrdí, že Filochór správně označuje Theoridin zločin jako asebeiu. Poznamenává, že pouze u nejzávažnějších zločinů, jako je asebeia, byli otroci vybízeni, aby udávali své majitele. Skutečnost, že podle spisu Proti Aristogeitonovi Theoridina služebná proti ní svědčila, naznačuje, že jejím zločinem byla spíše asebeia než prostá vražda. Esther Eidinow se domnívá, že Theoridiny přečiny se týkaly spíše urážky náboženského nebo společenského cítění. Tvrdí, že kdyby byla Theoris stíhána za vraždu, bylo by toto obvinění v řeči Proti Aristogeitonovi popsáno explicitněji - stejně jako je tomu v Antifonově řeči Proti maceše travičce která pro popis podobného zločinu používá slovo fonos „vražda“. Obvinění z bezbožnosti by podle Eidinowové lépe vysvětlovalo neochotu specifikovat obvinění proti ní v řeči Proti Aristogeitonovi a vysvětlovalo by proč je v ní označována jako miaros „znečištěná“.